# 비표준 우주론
비표준 우주론은 당시의 표준 우주론 모형에 대한 대안으로 제안되었거나 여전히 제안되고 있는 우주의 물리적 우주론 모형이다. 비표준 이라는 용어는 과학적 합의를 따르지 않는 모든 이론에 적용된다. 용어는 일반적인 합의에 따라 달라지므로 용어의 의미는 시간이 지남에 따라 변경된다. 예를 들어, 뜨거운 암흑물질은 1990년에는 비표준으로 간주되지 않았지만 2010년에는 비표준으로 간주되었을 것이다. 반대로, 우주 가속을 초래하는 0이 아닌 우주 상수는 1990년에는 비표준으로 간주되었지만 2010년에는 표준 우주론의 일부가 되었다.
우주론의 역사를 통틀어 몇 가지 주요 우주론적 논쟁이 발생했다. 가장 초기의 혁명 중 하나는 태양계의 태양 중심 모형을 확립한 코페르니쿠스 혁명이었다. 보다 최근에는 1920년 대논쟁이 있었는데, 그 여파로 은하수가 우주의 많은 은하 중 하나일 뿐이라는 지위가 확립되었다. 1940년대부터 1960년대까지 천체물리 학계는 빅뱅 이론 지지자들과 라이벌 정상상태 우주 지지자들 사이에서 동등하게 분열되었다. 이는 현재 1960년대 후반 관측 우주론의 발전으로 빅뱅 이론을 지지하는 것으로 결정되었다. 그럼에도 불구하고 프레드 호일, 자얀트 날리카, 할턴 아르프, 한네스 알벤 등 빅뱅 이론을 비방하는 목소리가 남아 있었는데, 그들의 우주론은 천문학 연구의 주변부로 밀려났다. 오늘날 여전히 활동하고 있는 소수의 빅뱅 반대자들은 새로운 연구에서 잘 확립된 증거를 무시하는 경우가 많으며, 그 결과 오늘날 빅뱅을 완전히 거부하는 비표준 우주론은 동료 심사를 받는 과학 저널에 거의 출판되지 않고 약탈적 저널과 개인 웹사이트에 게재된다. .
현재 우주론의 표준 모형은 람다-CDM 모형으로, 우주는 일반상대성이론의 지배를 받으며 빅뱅으로 시작되어 오늘날 약 5% 의 중입자 , 27%의 차가운 암흑물질, 68% 암흑 에너지로 구성되어 있는 거의 평탄한 우주이다. 람다-CDM은 성공적인 모형이었지만, 최근 관측 증거는 허블 장력, KBC 공허, 왜소은하 문제, 초대형 구조 등과 같은 람다-CDM에 심각한 긴장이 있음을 나타내는 것 같다. 근본적으로 다른 모형뿐만 아니라 람다-CDM의 확장이나 수정에 대한 연구가 진행 중이다. 조사된 주제에는 퀸테선스, 수정된 뉴턴 역학(MOND) 및 상대론적 일반화 TeVeS 및 따뜻한 암흑 물질이 포함된다.

## 역사
현재 연구되고 있는 현대의 물리적 우주론은 샤플리-커티스 논쟁과 에드윈 허블의 우주 거리 사다리 발견 이후 천문학자와 물리학자들이 우주를 이해해야 했던 시대에 과학 분야로 처음 등장했다. 이전에 가정된 은하 크기보다 더 큰 규모이다. 더 큰 규모의 우주에 적용할 수 있는 우주론을 성공적으로 개발한 이론가들은 오늘날 현대 우주론의 창시자로 기억된다. 이러한 과학자 중에는 아서 밀른, 빌럼 더시터르, 알렉산드르 프리드만, 조르주 르메트르 및 알베르트 아인슈타인이 있다.
관측에 의해 허블의 법칙이 확인된 후, 가장 인기 있는 우주론 두 이론은 호일, 골드, 본디 정상상태론과 랄프 앨퍼, 조지 가모프, 로버트 딕의 빅뱅이론이 되었으며, 소수의 지지자들도 있었다. 대안의 산만함. 경쟁 이론에 비해 빅뱅 이론의 주요 성공 중 하나는 관찰된 빛 원소의 풍부함과 일치하는 우주의 빛 원소의 풍부함을 예측한 것이다. 대안 이론은 이러한 풍부함을 설명할 수단이 없다.
우주가 시작 없이 무한한 나이를 가지고 있다고 주장하는 이론은 우주에 풍부한 중수소를 설명하는 데 어려움을 겪다. 왜냐하면 중수소는 별에서 쉽게 핵융합을 일으키고 이를 생성할 수 있는 빅뱅 자체 외에는 알려진 천체물리학적 과정이 없기 때문이다. 대량으로. 따라서 중수소가 우주에서 극도로 희귀한 구성 요소가 아니라는 사실은 우주의 나이가 유한하고 과거에 더 이상 발생하지 않는 중수소 생성 과정이 있었다는 것을 의미한다.
우주에는 유한한 생명이 있지만 빅뱅은 일어나지 않았다고 주장하는 이론은 헬륨-4의 풍부함에 문제가 있다. 관측된  4He의 양은 별이나 다른 알려진 과정을 통해 생성되어야 하는 양보다 훨씬 많다. 대조적으로, 빅뱅 모형에서 4He의 풍부함은 중입자 밀도에 대한 가정에 매우 둔감하며, 중입자 밀도가 수십 배만큼 변할 때 단지 몇 퍼센트만 변한다.  4He의 관측값이 계산된 범위 내에 있다.
그러나 1965년 아르노 펜지아스 와 로버트 윌슨이 우주 마이크로파 배경 복사(CMB)를 발견한 후에야 대부분의 우주론자들은 관측이 빅뱅 모형에 의해 가장 잘 설명된다는 결론에 도달했다. 정상 상태 이론가들과 기타 비표준 우주론들은 그 현상이 그럴듯하게 유지된다면 그 현상에 대한 설명을 제공하는 임무를 맡았다. 이로 인해 통합된 별빛 과 우주 철 수염을 포함한 독창적인 접근 방식이 탄생했는데, 이는 초기 우주 상전이로 인한 것이 아닌 만연한 전천 마이크로파 배경에 대한 소스를 제공하기 위한 것이었다.

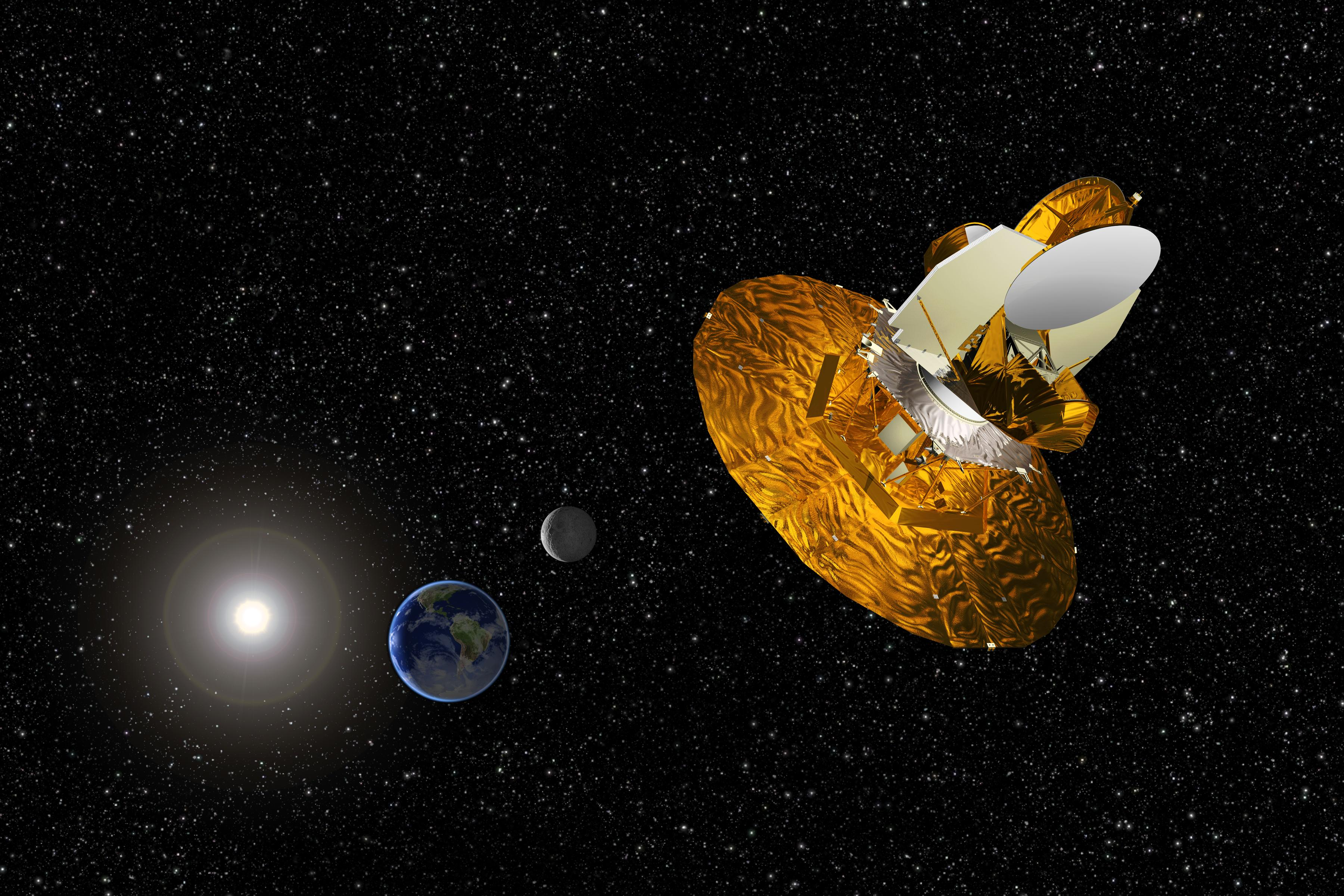
L2 지점에 있는 WMAP 우주선의 예술가 묘사. 이 우주선이 수집한 데이터는 표준 우주론의 특징을 매개변수화하는 데 성공적으로 사용되었지만, 비표준 우주론의 맥락에서 데이터에 대한 완전한 분석은 아직 이루어지지 않았다.

CMB를 설명하는 비표준 우주론의 능력에 대한 회의론은 그 이후로 주제에 대한 관심을 약화시켰다. 그러나 관측 데이터로 인해 비표준 우주론에 대한 관심이 증가한 두 기간이 있었다. 쾅. 첫 번째 발생은 1970년대 후반으로, 지평선 문제, 편평도 문제, 자기 홀극 부족 등 수많은 미해결 문제가 발생하면서 빅뱅 모형에 도전장을 내밀었다. 이러한 문제는 결국 1980년대의 우주 급팽창으로 해결되었다. 때때로 대안이 제안되기는 했지만, 이 아이디어는 나중에 빅뱅을 이해하는 일부가 되었다. 두 번째는 1990년대 중반에 구상성단의 나이와 원시 헬륨 풍부도에 대한 관측이 빅뱅과 분명히 일치하지 않는 사건이었다. 그러나 1990년대 후반까지 대부분의 천문학자들은 이러한 관측이 빅뱅에 도전하지 않는다고 결론을 내렸고 COBE와 WMAP의 추가 데이터는 표준 우주론과 일치하는 상세한 정량적 측정을 제공했다.
오늘날, 이단적인 비표준 우주론은 일반적으로 우주론자들에 의해 고려할 가치가 없는 것으로 간주되는 반면, 역사적으로 중요한 많은 비표준 우주론은 반증 된 것으로 간주된다. 빅뱅 이론의 핵심은 광범위한 보완적이고 상세한 관찰을 통해 확인되었으며, 비표준 우주론은 빅뱅 모형의 성공 범위를 재현하지 못했다. 대안에 대한 추측은 실물교훈이나 역사적 중요성을 제외하고는 일반적으로 연구나 교육학적 토론의 일부가 아니다. 비표준 우주론을 옹호하는 일부 사람들이 시작한 공개 서한에서는 다음과 같이 확언했다. "오늘날 우주론의 사실상 모든 재정적, 실험적 자원은 빅뱅 연구에 전념하고 있다...."
1990년대에 "우주론의 황금시대"가 시작되면서 우주 팽창이 실제로 가속되고 있다는 놀라운 발견이 동반되었다. 이전에는 눈에 보이거나 보이지 않는 암흑 물질 형태의 물질이 우주의 지배적인 에너지 밀도 라고 가정되었다. 이 "고전적인" 빅뱅 우주론은 우주 에너지의 거의 70%가 종종 "암흑 에너지"라고 불리는 우주 상수에 기인한다는 사실이 발견되었을 때 전복되었다. 이로 인해 새로운 망원경으로 얻은 상세한 데이터와 관측 천체물리학 기술을 팽창하고 밀도가 변화하는 우주와 결합하는 소위 일치성 ΛCDM 모형이 개발되었다. 오늘날에는 빅뱅 우주론의 기본 교리를 실제로 수용하면서 일치 모형의 일부를 수정하는 "비표준 우주론"에 대한 제안을 과학 문헌에서 찾는 것이 더 일반적이다. 이러한 이론에는 정수, 유령 에너지 및 브레인 우주론의 일부 아이디어와 같은 암흑 에너지의 대체 모형이 포함된다. 수정된 뉴턴 역학과 같은 암흑 물질의 대체 모형; 혼돈 급팽창 및 에크파이로틱 모형과 같은 급팽창에 대한 대안 또는 확장; 그리고 하틀-호킹 경계 조건, 순환 모형, 끈 이론 풍경과 같은 제1원인으로 우주를 보완하겠다는 제안이 있다. 우주론자들 사이에서는 이러한 아이디어에 대한 합의가 이루어지지 않았지만 그럼에도 불구하고 학문적 탐구가 활발한 분야이다.

## 빅뱅 우주론의 대안
관찰 증거가 수집되기 전에 이론가들은 물리학의 가장 일반적인 특징과 우주에 대한 철학적 가정으로 이해한 것을 기반으로 프레임워크를 개발했다. 1915년 일반 상대성 이론이 발표 되었을 때, 이는 대부분의 우주론 이론의 수학적 출발점으로 사용되었다. 그러나 우주론적 모형에 도달하기 위해 이론가들은 가장 큰 규모의 우주의 본질에 대해 가정을 해야 했다. 현재 우주론의 표준 모형이 의존하는 가정은 다음과 같다.
1. 물리법칙의 보편성 – 물리 법칙은 한 장소와 시간에 따라 변하지 않으며,
2. 우주론적 원리 – 우주는 시간적으로는 반드시 그런 것은 아니지만 공간적으로는 대략 균질하고 등방성이다.
3. 코페르니쿠스 원리 – 우리는 선호하는 장소에서 우주를 관찰하고 있지 않다.

일반 상대성이론과 이러한 가정을 결합하면 프리드만-로버트슨-워커 계량(FRW 계량)에 의해 지배되는 우주가 탄생한다. FRW 계량은 팽창하거나 수축하는 우주(정지하지만 불안정한 우주도 포함)를 허용한다. 허블의 법칙이 발견되었을 때 대부분의 천문학자들은 이 법칙을 우주가 팽창하고 있다는 신호로 해석했다. 이는 과거에는 우주가 더 작았음을 의미하므로 다음과 같은 결론을 얻게 된다.
1. 우주는 과거 유한한 시점에 뜨겁고 밀도가 높은 상태에서 생겨났고,
2. 우주는 수축할 때 뜨거워지고 팽창할 때 냉각되기 때문에 우리가 알고 있는 시간이 존재했던 첫 몇 분 동안 온도는 빅뱅 핵합성이 일어날 만큼 충분히 높았다.
3. 우주 전체에 퍼져 있는 우주 마이크로파 배경이 존재해야 하며, 이는 우주의 원자가 처음 형성될 때 발생한 상전이의 기록이다.

이러한 특징들은 수년에 걸쳐 수많은 개인에 의해 파생되었다. 실제로 마지막 특징에 대한 정확한 예측과 그 존재를 확인하는 관찰은 20세기 중반이 되어서야 이루어졌다. 비표준 이론은 서로 다른 가정에서 시작하거나 일반적인 우주론 표준 모형이 예측한 특징과 모순되어 개발되었다.

### 정상상태 이론
정상상태 이론은 우주론적 원리의 균질성 가정을 확장하여 공간 뿐만 아니라 시간의 균질성을 반영한다. 이 "완벽한 우주론적 원리"는 우주가 어디에서나 (대규모로) 동일하게 보인다는 것과 항상 그래왔고 앞으로도 그럴 것이라고 주장하게 된다. 이는 과거에도 우주가 매우 다르게 보였고 미래에도 매우 다르게 보일 것이라는 람다-CDM과 대조된다. 정상 상태 이론은 1948년 프레드 호일, 토머스 골드, 헤르만 본디 등에 의해 제안되었다. 팽창하는 우주에서 완벽한 우주론적 원리를 유지하기 위해, 정상 상태 우주론은 일정한 밀도를 유지하기 위해 우주에 물질을 삽입하는 "물질 생성 장"(소위 C-장 )을 가정해야 했다.
빅뱅 모형과 정상 상태 모형 간의 논쟁은 우주 마이크로파 배경 복사가 발견될 때까지 캠프를 대략 균등하게 나누어 15년 동안 진행되었다. 이 방사선은 광자가 중입자 물질과 분리되는 "마지막 산란 시간"을 요구하는 빅뱅 모형의 자연스러운 특징이다. 정상 상태 모형은 이 복사가 무한한 우주에서 올베르스의 역설로 인해 부분적으로 발생한 배경인 소위 "통합 별빛"에 의해 설명될 수 있다고 제안했다. 배경의 균일성을 설명하기 위해 정상상태 지지자들은 등방성 CMB를 생성하는 방식으로 전파를 산란시키는 미세한 철 입자와 관련된 안개 효과를 가정했다. 제안된 현상은 기발하게 "우주 철 수염"으로 명명되었으며 열화 메커니즘의 역할을 했다. 정상 상태 이론은 배경을 열화하는 데 무한한 시간을 사용할 수 있다고 가정했기 때문에 빅뱅의 지평선 문제가 없었다.
더 많은 우주론적 데이터가 수집되기 시작하면서 우주론자들은 빅뱅이 우주에서 관찰되는 풍부한 빛 원소를 정확하게 예측했다는 사실을 깨닫기 시작했다. 정상상태 모형에서 수소 와 중수소, 헬륨의 동시 비율이 빅뱅 모형의 특징이었다. 또한 1990년대 이후 COBE, WMAP 및 플랑크의 관측을 통해 CMB를 자세히 측정한 결과 배경 스펙트럼 이 자연의 다른 어떤 광원보다 흑체에 더 가깝다는 사실이 나타났다. 예측할 수 있는 최고의 통합 별빛 모형은 10% 수준의 열화였으며 COBE 위성은 10 5 의 한 부분에서 편차를 측정했다. 이 극적인 발견 이후, 대다수의 우주론자들은 정상상태 이론으로는 관측된 CMB 특성을 설명할 수 없다고 확신하게 되었다.
원래의 정상상태 모형은 한때 한때 지지자들에 의해서도 관측(특히 CMB)에 반대되는 것으로 간주되지만, 우주가 수많은 작은 강타를 통해 발생한다고 상상하는 모형을 포함하여 정상상태 모형의 수정이 제안되었다. 하나의 빅뱅(소위 "준정상 상태 우주론")이 아닌. 우주는 빅뱅 대신에 부드러운 "반동"이 일어나면서 주기적인 팽창과 수축 단계를 겪는다고 가정한다. 따라서 허블 법칙은 우주가 현재 팽창 단계에 있다는 사실로 설명된다. 이 모형에 대한 작업은 계속되고 있지만(특히 Jayant V. Narlikar의 작업) 주류에서 널리 받아들여지지는 않았다.

## 람다-CDM의 대안 및 확장
오늘날 우주론의 표준 모형인 람다-CDM 모형은 구조 형성, 우주 마이크로파 배경의 이방성 및 우주의 가속 팽창에 대한 이론적 틀을 제공하는 데 아주 성공적이었다. 그러나 문제가 없는 것은 아니다. 오늘날 람다-CDM 모형의 다양한 측면에 도전하는 많은 제안이 있다. 이러한 제안은 일반적으로 람다-CDM의 주요 기능 중 일부를 수정하지만 빅뱅을 거부하지는 않는다.

### 이방성 우주
등방성(우주가 모든 방향에서 동일하게 보인다는 생각)은 프리드만 방정식의 핵심 가정 중 하나이다. 그러나 2008년에 Wilkinson Microwave Anisotropy Probe 데이터를 연구하는 과학자들은 켄타우루스자리와 벨라자리 사이의 20도 각도의 하늘을 향한 성단의 600-1000km/s 흐름을 감지했다고 주장했다. 그들은 그 운동이 팽창 이전에 더 이상 보이지 않는 우주 지역의 영향의 잔재일 수 있다고 제안했다. 이 발견은 논란의 여지가 있으며, 다른 과학자들은 우주가 상당 부분 등방성이라는 사실을 발견했다.

### 거대 콤팩트 후광 물체(MACHO)
고독한 블랙홀, 중성자별, 타버린 왜성 및 기타 감지하기 어려운 거대한 물체를 총칭하여 MACHO라고 한다. 일부 과학자들은 처음에 중입자 MACHO가 모든 암흑 물질을 설명하고 설명할 수 있기를 바랐다. 그러나 이러한 물체가 암흑물질 질량의 상당 부분을 설명할 수 없다는 증거가 축적되었다.

### 이국적인 암흑물질
람다-CDM에서 암흑물질은 중력 효과를 통해서만 일반 물질 및 빛과 상호 작용하는 물질의 한 형태이다. 오늘날 우리가 보는 대규모 구조를 생성하기 위해 암흑 물질은 "차가운" 상태(람다-CDM의 'C'), 즉 비상대적이다. 암흑물질은 아직 확실하게 확인되지 않았으며, 그 정확한 성질은 집중적인 연구의 대상이다. 가상의 WIMP(약하게 상호작용하는 거대 입자 ), 액시온 및 원시 블랙홀 이 주요 암흑 물질 후보이지만 다음과 같은 다양한 제안이 있다.
- 암흑물질 입자가 스스로 상호작용하는 자기 상호작용 암흑물질 .
- 따뜻한 암흑 물질은 차가운 암흑 물질보다 더 상대론적이지만, 관측에서 제외된 뜨거운 암흑 물질보다는 덜 상대론적이다.
- 10 −22 eV 범위의 액시온보다 훨씬 가벼운 입자를 갖는 퍼지 차가운 암흑물질 .

그러나 다른 이론에서는 암흑 물질과 암흑 에너지를 동일한 기본 유체( 암흑 유체 참조)의 서로 다른 측면으로 설명하거나 암흑 물질이 암흑 에너지로 붕괴될 수 있다고 가정한다.

### 특이 암흑에너지

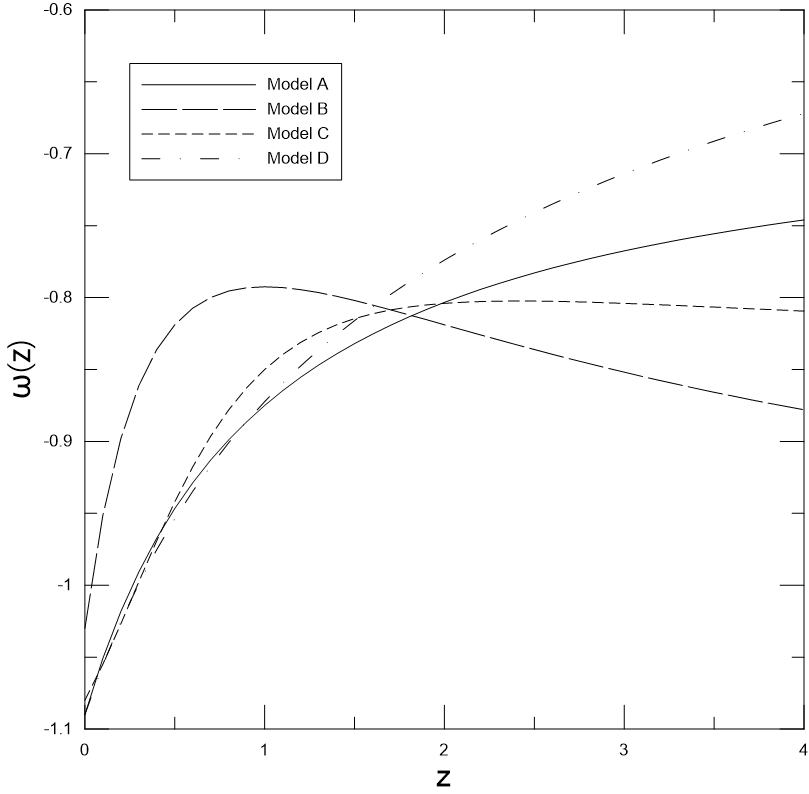
적색편이의 함수로서 4가지 공통 모형에 대한 암흑 에너지 상태 방정식. 우리의 현재 우주는, 그리고 우주 상수는.
A: CPL 모형,
B: Jassal 모형,
C: Barboza & Alcaniz 모형,
D: Wetterich 모형

람다-CDM에서 암흑에너지는 우주의 팽창을 가속시키는 경향이 있는 알려지지 않은 형태의 에너지이다. 암흑물질보다 덜 이해되고, 마찬가지로 신비스럽다. 암흑 에너지에 대한 가장 간단한 설명은 우주 상수 (람다-CDM의 '람다')이다. 이것은 반발력을 제공하기 위해 아인슈타인 장 방정식에 추가된 간단한 상수이다. 지금까지의 관측은 우주상수와 완전히 일치하지만, 수많은 대안의 여지가 남아 있다. 예:
- 퀸테선스는 빅뱅 직후 우주 급팽창을 주도한 것과 유사한 스칼라 장이다. 본질적으로 암흑 에너지는 일반적으로 시간이 지남에 따라 변한다(일정하게 유지되는 우주 상수와는 반대로).
- 불균일한 우주론. 람다-CDM의 기본 가정 중 하나는 우주가 균질하다는 것이다. 즉, 관찰자가 어디에 있든 대체로 동일하게 보이다. 불균일 우주 시나리오에서 관찰된 암흑 에너지는 우리가 평균보다 비어 있는 공간 영역에 위치함으로써 발생하는 측정 인공물이다.
- 가변 암흑 에너지. 암흑 에너지의 특성이 시간에 따라 변한다는 점에서 정수와 유사하지만(그림 참조) 암흑 에너지가 스칼라 장으로 인한 것이 아니라는 점에서 다르다.

## 일반 상대성 이론의 대안
FRW 척도의 기초가 되는 일반 상대성 이론은 지금까지 모든 관측 테스트를 충족한 매우 성공적인 이론이다. 그러나 근본적인 수준에서는 양자역학과 양립할 수 없으며, 중력 특이점을 예측함으로써 자신의 붕괴도 예측한다. 람다-CDM은 기본 가정으로서 일반 상대성 이론에 의존하기 때문에 중력에 대한 대안적인 이론은 즉시 대안적인 우주론을 암시한다. 암흑 물질이나 암흑 에너지의 필요성을 제거하거나 방화벽과 같은 역설을 피하는 등 일반 상대성 이론을 수정하려는 동기는 다양하다.
수정된 중력 이론은 매우 다양하며, 아직 활발히 연구되고 있는 분야임에도 불구하고 널리 받아들여진 이론은 하나도 없다. 더 주목할만한 이론 중 일부는 다음과 같다.

### 마흐 우주
에른스트 마흐는 관성이 우주 질량 분포의 중력 효과에 기인한다고 제안한 일반 상대성 이론에 대한 일종의 확장을 개발했다. 이것은 자연스럽게 그러한 제안에 대한 우주론적 의미에 대한 추측으로 이어졌다. 칼 브랜스와 로버트 딕은 마흐의 원리를 일반 상대성 이론에 성공적으로 통합하여 가변 질량을 암시하는 우주론적 해법을 인정할 수 있었다. 균일하게 분포된 우주의 질량은 우주에 스며드는 대략적인 스칼라장이 발생하고 뉴턴의 중력 상수의 소스 역할을 하게 된다. 양자 중력 이론을 창안한다.

### 수정된 뉴턴 역학
수정된 뉴턴 역학은 낮은 가속도에서 뉴턴 역학 제2법칙의 변형을 기반으로 은하 회전 문제를 설명하기 위한 비교적 현대적인 제안이다. 이는 뉴턴의 보편적 중력 이론의 대규모 변형을 낳을 것이다. 뉴턴 이론의 수정은 또한 뉴턴의 우주론이 프리드먼 우주론의 한계인 만큼 일반 상대론적 우주론의 수정을 의미할 것이다. 오늘날 거의 모든 천체물리학자들은 암흑물질을 선호하여 수정된 뉴턴 역학을 거부하지만 소수의 연구자들은 이를 계속해서 강화하고 있으며 최근에는 우주론적 관측을 설명하려는 치료법에 브랜스-딕 이론을 통합하고 있다.
텐서-벡터-스칼라 중력은 비상대론적 한계에서 수정된 뉴턴 역학과 동등한 제안된 상대론적 이론으로, 암흑 물질을 사용하지 않고 은하 회전 문제를 설명한다고 주장한다. 2004년 야코브 베켄슈타인이 창안한 이 장은 다양한 동적 및 비동적 텐서장, 벡터장 및 스칼라 장을 통합한다.
수정된 뉴턴 역학에 대한 텐서-벡터-스칼라 중력의 돌파구는 물질이 빛을 휘게 하는 우주 착시인 중력 렌즈 현상을 설명할 수 있다는 점이며, 이는 여러 번 확인되었다. 최근 예비 발견은 CDM 없이 구조 형성을 설명할 수 있지만 ~2eV의 대규모 중성미자가 필요하다는 것이다( 총알 성단을 포함한 일부 은하단에 적합해야 함). 그러나 다른 저자(Slosar, Melchiorri 및 Silk 참조)는 텐서-벡터-스칼라 중력이 우주 마이크로파 배경 이방성과 구조 형성을 동시에 설명할 수 없다고 주장한다. 즉, 높은 중요성을 지닌 이러한 모형을 배제한다.

### f(R) 중력
f (R) 중력은 리치 스칼라의 다른 함수를 정의하여 일반 상대성 이론을 수정하는 이론 계열이다. 가장 간단한 경우는 함수가 스칼라와 동일하다는 것이다. 이것이 일반상대성이론이다. 임의의 함수를 도입함으로써, 알려지지 않은 형태의 암흑에너지나 암흑물질을 추가하지 않고도 우주의 가속 팽창과 구조 형성을 자유롭게 설명할 수 있게 될 수도 있다. 일부 기능적 형태는 양자 중력 이론에서 발생하는 수정에 의해 영감을 받을 수 있다. f ( R ) 중력은 한스 아돌프 부흐달에 의해 1970년에 처음 제안되었다(임의 함수의 이름으로 f 대신 ψ가 사용되었지만). 우주 급팽창에 대한 스타로빈스키의 연구 이후 이는 활발한 연구 분야가 되었다. 다양한 기능을 채택함으로써 이 이론으로부터 광범위한 현상이 생성될 수 있다. 그러나 이제 많은 기능적 형태는 관찰 근거나 병리학적 이론적 문제로 인해 배제될 수 있다.

### 다른 대안
- 칼루차-클레인 이론은 추가 공간 차원을 가정하여 일반 상대성 이론의 4차원이 아닌 5차원 우주를 만든다. DGP 모형은 우주상수를 사용하지 않고도 암흑에너지를 설명할 수 있다고 주장되는 이 범주의 모형 중 하나이다.
- 엔트로피 중력은 중력을 거시적 규모의 균질성을 갖는 엔트로피력으로 설명하지만 양자 수준 무질서의 영향을 받는다. 이 이론은 암흑 물질의 필요성을 제거할 수 있을 뿐만 아니라 암흑 에너지에 대한 자연스러운 설명을 제공할 수 있다고 주장한다.
- GRSI 모형은 양자 색역학의 항과 유사한 자체 상호 작용 항을 추가하여 일반 상대성 이론을 수정하여 중력에 쿼크를 가두는 것과 유사한 효과를 가져온다. 암흑물질이나 암흑에너지 없이도 관측을 설명할 수 있다고 주장된다.[21]
- 2003년 조엘 스몰러와 블레이크 템플이 제안한 충격파 우주론은 블랙홀 내부에서 폭발이 일어나 관측 가능한 우주를 포함하는 공간과 물질의 부피가 팽창하는 '빅뱅'을 일으킨다. 이 블랙홀은 팽창에 따라 물질 밀도가 감소함에 따라 결국 화이트홀이 된다.[22] 관련 이론에서는 일반적으로 암흑 에너지로 인해 관측 가능한 우주의 팽창이 가속화되는 현상이 충격파의 영향으로 인해 발생할 수 있다고 제안한다.[23]

## 같이 보기
- 양자 우주론

## 참고문헌
- Arp, Halton, Seeing Red. Apeiron, Montreal. 1998. ISBN 0-9683689-0-5ISBN 0-9683689-0-5
- Hannes, Alfvén D., Cosmic Plasma. Reidel Pub Co., 1981. ISBN 90-277-1151-8ISBN 90-277-1151-8
- Hoyle, Fred; Geoffrey Burbidge, and Jayant V. Narlikar, A Different Approach to Cosmology: From a Static Universe through the Big Bang towards Reality. Cambridge University Press. 2000. ISBN 0-521-66223-0ISBN 0-521-66223-0
- Lerner, Eric J., Big Bang Never Happened, Vintage Books, 1992. ISBN 0-679-74049-XISBN 0-679-74049-X
- Narlikar, Jayant Vishnu, Introduction to Cosmology. Jones & Bartlett Pub. 2nd edition, 1993 ISBN 9780521412506